# Slag bij Selma

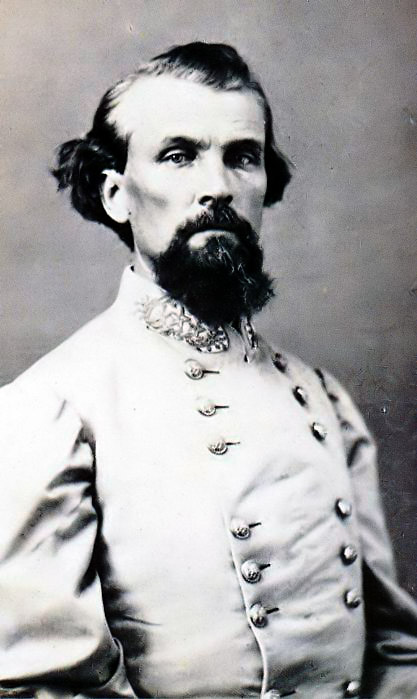
Nathan B. Forrest

De Slag bij Selma vond plaats op 2 april 1865 in Alabama tijdens de laatste dagen van de Amerikaanse Burgeroorlog. De Noordelijken onder leiding van generaal-majoor James H. Wilson versloeg een Zuidelijk leger onder leiding van luitenant-generaal Nathan Bedford Forrest.

## Achtergrond
Op 22 maart 1865 vertrok de Noordelijke generaal-majoor met drie cavaleriedivisies, of ongeveer 13.500 soldaten, uit Gravelly Springs, Alabama naar het zuiden. De Zuidelijke troepen onder leiding van luitenant-generaal Nathan Bedford Forrest probeerden deze opmars te vertragen. Wilson splitste zijn troepen in drie colonnes toen hij Selma naderde. De Noordelijke colonnes braken op verschillende punten door de sterke verdediging van Selma. De Zuidelijken verloren de stad, hoewel veel officieren en manschappen uit de stad ontsnapten.

## De slag
Op 30 maart 1865 detacheerde Generaal Wilson brigadegeneraal John T. Croxtons brigade om de Zuidelijke eigendommen bij Tuscaloosa, Alabama ter vernietigen. Er werd een Zuidelijke koerier gevangengenomen die berichten bij zich droeg over de sterkte en locaties van de eenheden van Forrest. Wilson stuurde daarop eenheden om Forrest te verslaan.
Op 1 april botsten de troepen van Wilson op de vijand bij Ebenezer Church. Hier hoopte Forrest om met al zijn troepen Wilson tot staan te brengen. Maar door overvloedige regenval en andere vertragingen kon Forrest amper 2.000 man verzamelen. Deze bestonden dan nog voornamelijk uit militietroepen.
De Zuidelijken vochten dapper terwijl steeds meer Noordelijke troepen en kanonnen aan de gevechten deelnamen. Forrest werd verwond aan de arm door een Noordelijke kapitein. Een Noordelijke cavaleriecharge brak door de linies waardoor de flanken van Forrest bedreigd was. Hij moest zich al vechtend terugtrekken.
De volgende morgen arriveerde Forrest in Selma. Hij adviseerde generaal Richard Taylor, bevelhebber van het departement om de stad te verlaten. Na het bevel van de verdediging aan Forrest gegeven te hebben vertrok Taylor.
Selma werd beschermd door 4,5 km verdedigingswerken die in een halve cirkel rond de stad aangelegd waren. In het noorden en zuiden sloten ze aan op de Alabama-rivier. De werken waren 8 tot 12 voet hoog, 15 voet dik bij de basis. De gracht was 4 voet breed en 5 voet diep. Daarvoor stond een palenrij van 5 voet hoog en met aangescherpte punten. Op strategische punten waren er forten met aarden wallen opgetrokken en bemand door artilleriebatterijen. De verdedigers van Selma bestonden uit de Tennessee escort company, de McCulloughs Missouri Regiment, de Crossland's Kentucky Brigade, de Roddey's Alabama Brigade, Frank Armstrong's Mississippi Brigade, General Daniel W. Adams' state reserves en de bewoners van Selma die zich als vrijwilligers hadden aangemeld om de stad te helpen verdedigen. Samen waren dit een 4.000 mannen. De fortificaties rond Selma konden 20.000 mannen herbergen. Forrest had dus niet genoeg soldaten om de stad te verdedigen.
Wilsons troepen arriveerden rond 14.00 uur voor de fortificaties van Selma. Hij positioneerde generaal Eli Long’s divisie bij de Summerfield Road met de Chicago Board of Trade Battery als ondersteuning. De divisie onder leiding van generaal-majoor Emory Upton stelde zich op langs de Range Line Road met de 1ste Batterij van de 4th U.S. Artillery ter ondersteuning. Wilson had ongeveer 9.000 manschappen voor de aanval op Selma zelf.
Upton kreeg het bevel om ’s nachts met 300 soldaten het moeras op de Zuidelijke rechterflank te doorwaden, de verdedigingswerken te infiltreren en de vijand systematisch uit te schakelen. Een schot van een kanon zou de aanval van de rest van zijn soldaten inluiden.
Om 05.00 uur werd de bevoorradingstrein aangevallen door andere eenheden van Forrest die op weg waren naar Selma. Om de vijandelijke troepen in de Noordelijke achterhoede niet te tijd te geven om de stad te hulp te komen, gaf Long zijn troepen het bevel om Selma aan te vallen. Door het zware geweer- en kanonvuur vielen er veel slachtoffers bij de Noordelijken, waaronder ook generaal Long zelf. Toen de Noordelijken de stellingen bereikten waren er zware man-tegen-mangevechten. In minder dan 30 minuten waren de mannen van Long erin geslaagd om de verdedigingswerken bij Summerfield Road in te nemen. Toen Upton de successen zag van Long stuurde hij ook zijn troepen naar voren. Na eenzelfde gevecht zoals bij Long, veroverden ook Uptons mannen de fortificaties bij Range Line Road.
Na de val van de fortificaties leidde Wilson een cavaleriecharge, met het 4th U.S. Cavalery, naar de onafgewerkte binnenste verdedigingslinies. De charge werd gebroken door geconcentreerd Zuidelijk geweervuur. Nadat hij zijn troepen gehergroepeerd had, zetten zijn mannen de aanval te voet verder.
Bij het spoorwegdepot nabij Planterville Road hadden de Zuidelijken nog een verdedigingslinie opgeworpen. Na zware gevechten waren de Noordelijken er rond 19.00u in geslaagd om ook deze positie te flankeren en te veroveren.
Na het vallen van de avond werden er vele honderden krijgsgevangen gemaakt onder de Zuidelijken. Maar vele ander honderden slaagden erin van de stad te ontvluchten. De Noordelijken plunderden en vernietigden de stad. Ze vernietigden ook het arsenaal en de metaalgieterij van de zeemacht. Ze marcheerden hierna verder richting Montgomery, Columbus en Macon, Georgia waar ze arriveerden toen de oorlog voorbij was.